# Mesterfinalen 2018
Il Mesterfinalen 2018 si è disputata il 26 aprile 2018 ed ha visto contrapporsi la vincitrice dell'Eliteserien 2017, il Rosenborg, e quella del Norgesmesterskapet 2017, il Lillestrøm.  Il formato è quindi quello di una supercoppa.
L'incontro, organizzato dalla Norges Fotballforbund e dalla Norsk Toppfotball, vede il patrocinio dell'UNICEF, poiché le parti sosterranno economicamente il fondo, come l'anno precedente.
L'incontro era inizialmente previsto per il 5 marzo, per essere poi posticipato al 26 aprile a causa del forte freddo norvegese, che avrebbe rischiato di rovinare il manto da gioco nel caso in cui la partita fosse stata disputata.
La competizione è stata vinta dal Rosenborg per la terza volta nella sua storia, la seconda consecutiva.

## Tabellino
| Arbitro: | Tom Harald Hagen (Grue) |

|  |           |              |
|  | Marcatori | 52’ Bendtner |